# دهستان شیرز
دهستان چهر یکی از دهستان‌های شهرستان هرسین در استان کرمانشاه ایران است. این دهستان در بخش بیستون قرار دارد و براساس سرشماری مرکز آمار ایران در سال ۱۳۹۰، جمعیت آن ۵۱۲۹ نفر (در ۱۴۰۰ خانوار) بوده‌است.